# Verwaltungsgemeinschaft Rennsteig
La Verwaltungsgemeinschaft Rennsteig est une communauté d'administration allemande qui regroupe 3 communes du land de Thuringe, dans l'arrondissement d'Ilm, au centre de l'Allemagne. En 2015, sa population est de 4 094 habitants.

## Source de la traduction
- (de) Cet article est partiellement ou en totalité issu de l’article de Wikipédia en allemand intitulé « Verwaltungsgemeinschaft Rennsteig » (voir la liste des auteurs).